# Elizabeth Poston
Elizabeth Poston (24 octobre 1905 - 18 mars 1987) est une compositrice, pianiste et écrivaine anglaise.

## Jeunesse et études
Poston nait le 24 octobre 1905 à Highfield House à Pin Green, maintenant le site de Hampson Park à Stevenage. En 1914, elle déménage avec sa mère, Clementine Poston, à Rooks Nest House (en), à proximité, où EM Forster avait vécu enfant. Poston et Forster deviennent ensuite de bons amis. Elle a étudié à la Queen Margaret's School (en) à York et avec le pianiste Harold Samuel avant de fréquenter la Royal Academy of Music (RAM) de Londres où elle a été encouragée par Peter Warlock et Ralph Vaughan Williams. Elle remporte un prix de la RAM pour sa sonate pour violon en un mouvement qui est ensuite diffusée par la BBC le 9 juillet 1928, avec Antonio Brosa au violon et Victor Hely-Hutchinson (en) au piano.
Lorsqu'elle obtient son diplôme de la RAM en 1925, sept de ses chansons sont déjà publiées et en 1928, elle en publie cinq autres. Poston part à l'étranger entre 1930 et 1939, où elle étudie l'architecture et recueille des chansons folkloriques. Elle est également une interprète respectée, créant le ''Concertino pour clavecin et orchestre à cordes'' (en) de Walter Leigh.

## Seconde Guerre mondiale et BBC
À son retour en Angleterre au début de la Seconde Guerre mondiale, Poston rejoint la BBC et devient directrice musicale de l'European Service. Pendant la guerre, elle aurait travaillé pour les services secrets ; à la BBC, elle a apparemment utilisé des disques pour envoyer des messages codés aux alliés en Europe,. Pendant ce temps, elle joue également du piano lors des concerts du midi de la National Gallery organisés Myra Hess.
Poston quitte brièvement la BBC en 1945 mais revient après un séjour aux États-Unis et au Canada en 1946 à l'invitation de Douglas Cleverdon (en) comme conseillère pour la création de la BBC Third Program,. Elle devient l'une des plus jeunes compositrices à être jouées à la radio lors de son ouverture, avec sa musique de scène pour Comus de John Milton,.

## Composition
Poston a composé des partitions pour des productions radiophoniques et télévisuelles – plus de 40 pour la radio seule – et a collaboré avec CS Lewis, Dylan Thomas, Terence Tiller et d'autres écrivains. Elle a composé la partition pour la production télévisée de la BBC en 1970 de Howards End (diffusée le 26 décembre 1970 sous le titre Play of the Month (en), maintenant perdue ) tout en vivant à Rooks Nest House, qui était le lieu où se situait le roman. The Nativity (1950) a été créé en tant que long métrage radiophonique produit par Terence Tiller, mais a eu une vie ensuite en tant qu'œuvre chorale étendue pour des concerts. Une autre pièce chorale est An English Day Book, une séquence de 20 minutes de mises en scène de poésie sacrée et profane se rapportant à différents moments de la journée et de l'année. Il comprend un arrangement de Sweet Suffolk Owl de Thomas Vautor (en) qui a eu une popularité propre.
Le Concertino da camera sur un thème de Martin Peerson (1950) est un exemple significatif de sa musique pour ensembles de chambre. Une œuvre de six minutes pour orchestre à cordes, Blackberry Fold: Requiem for a Dog, est diffusée pour la première fois en février 1976.
Ses chants de Noël, en particulier Jesus Christ the Apple Tree (en) (1967), sont encore très joués. 
Elle a composé au total plus de 300 œuvres, certaines encore à découvrir. Les vastes archives d'Elizabeth Poston sont maintenant conservées aux Hertfordshire Archives and Local Studies (en) à Hertford,.

## Écrivaine et éditrice
Poston était également une universitaire, écrivaine et éditrice. En 1947, elle crée une série de conférences en cinq parties sur Peter Warlock pour la BBC. Beaucoup plus tard, elle défend sa réputation dans un discours télévisé très personnel.
Elle a écrit des articles et des notes de programme pour le Conseil des arts de Grande-Bretagne et a été l'éditrice d'un certain nombre d'anthologies de musique vocale, dont The Children's Song Book (1961), qui a été décrite comme « une petite autobiographie, reflétant son propre plaisir pour les chansons les plus anciennes dont elle se souvienne, certaines dès l'âge de deux ans ». Le livre contient cinq de ses propres arrangements, dont une version courte de Jesus Christ the Apple Tree qui est le germe de sa célèbre pièce chorale qu'elle composera six ans plus tard. Elle a également écrit trois recueils Penguin – The Penguin Book of Christmas Carols (deux volumes, 1965 et 1971), et (avec Alan Lomax ) The Penguin Book of American Folksongs (1964) – ainsi que (avec David Holbrook (en)) The Cambridge Hymnal (1970).

## Fin de vie et mort
Poston a été présidente de la Society of Women Musicians de 1955 à 1961.
Elle a continué à vivre à Rooks Nest House jusqu'à sa mort à l'âge de 81 ans, le 18 mars 1987,.
Un catalogue de ses œuvres rédigé par son ami le Dr John Alabaster publié en 2018 répertorie une vingtaine de ses compositions considérées comme perdues. L'une d'entre elles, le Festal Te Deum, créée en 1959, a depuis été redécouverte.

## Œuvres pour la radio et la télévision de la BBC
- A Parsonage in the Hesperides (Robert Herrick, producteur Douglas Cleverdon): Home Service, 20 septembre 1944)
- The Elizabethans (producteur Douglas Cleverdon): Home Service, 16 janvier 1946
- Comus (John Milton, Henry Lawes): Third Programme, 30 septembre 1946
- The Spear of Gold (L.A.G. Strong): Third Programme, 26 novembre 1946
- In Parenthesis (David Jones): Third Programme, 13 décembre 1946
- The Life and Death of Dr John Donne (producteur Douglas Cleverdon): Third Programme. 21 mai 1947
- Paradise Lost (Milton, producteur John Cleverdon): 12 programmes, Third Programme, 27 octobre - 21 décembre 1947
- The Death of Adam (producteur Terence Tiller): Third Programme, 24 octobre 1949
- Lilith (producteur Terence Tiller): Third Programme, 2 septembre 1950
- The Nativity (producteur Terence Tiller): Third Programme, 26 décembre 1950
- The Holy Child (producteur Terence Tiller): Third Programme, 20 février 1952
- Emperor and Galilean (Henrik Ibsen, producteur Raymond Raikes): Third Programme, 17 mai 1953
- Chastelard (Algernon Charles Swinburne): Third Programme, 27 février 1954
- Sheba (Bridget Boland): Home Service, 6 janvier 1955
- Diarmuid and Grainne (Padraic Fallon): Third Programme, 22 janvier 1956
- Sonata Form of Words (Jean Morris): Third Programme, 2 janvier 1962
- St Teresa of Avila (Hugh Ross Williamson): Network Three, 9 février 1966
- Harold (Tennyson): Home Service, 10 octobre 1966
- Mandragola (Machiavelli): Radio 3, 27 octobre 1967
- The Idylls of the King (Tennyson): Radio 3, 2 février 1968)
- After Ten Years (C.S.Lewis, producteur Terence Tiller): Radio 3, 9 mars 1969
- Howards End (E.M.Forster): BBC One Television, 26 décembre 1970
- The Batchelors Banquet (Thomas Dekker, producer Terence Tiller): Radio 3, 20 juin 1971
- Sweet England's Pride (Alison Plowden): Radio 4, 14 novembre 1971
- A Room with a View (E.M.Forster): BBC One Television, 15 avril 1973
- The Last Temptation (Nikos Kazantzakis): Radio 4, 16 septembre 1973
- The Girl Who Lost Her Glove (Penelope Shuttle): Radio 4, 4 mars 1975
- For God and for Profit (Iris Origo): Three programmes on life in medieval Tuscany, Radio 3, 20 mars - 3 avril 1978
- Liberty Comes to Krahwinkel (Johann Nestroy): Radio 3, 28 août 1983

## Discographie
- Trio pour flûte, clarinette et harpe – Kerros Ensemble : Eliza Marshall, flûte ; Nick Ellis, clarinette ; Camilla Pay, harpe (2021, Convivium Records CVI065) — premier enregistrement mondial.